# Sân bay Gisborne
Sân bay Gisborne là một sân bay ở ngoại ô thành phố Gisborne, trên bờ biển phía Đông của đảo Bắc của New Zealand.
Sân bay Gisborne có diện tích khoảng 160 ha, có 4 đường băng, gồm 1 đường băng chính và 3 đường băng trên cỏ. Trong đó, tuyến đường băng chính giao với tuyến đường sắt chạy từ phía Bắc Palmerston tới Gisborne, cắt ngang sân bay. Tàu hỏa và máy bay phải nhường nhau ở khu vực giao cắt này.

## Hoạt động
Sân bay Gisborne thuộc sự điều hành và sở hữu của Hội đồng Quận Gisborne. 
Ngày 16 tháng 12 năm 2004, Hội đồng Quận Gisborne đã bỏ phiếu chấp thuận cho Eastland thuê và quản lý sân bay bắt đầu từ ngày 1 tháng 04 năm 2005. Hợp đồng cho thuê này kéo dài trong 15 năm và có thể gia hạn thêm 15 năm nữa.
Sân bay Gisborne có hơn 60 chuyến bay nội địa hoạt động mỗi ngày với 150.000 lượt khách trong năm.
| Hãng hàng không                                | Các điểm đến                        |
| ---------------------------------------------- | ----------------------------------- |
| Air Napier                                     | Napier, Wairoa                      |
| Air New Zealand Link operated by Air Nelson    | Auckland                            |
| Air New Zealand Link operated by Eagle Airways | Auckland, Wellington                |
| Sunair                                         | Hamilton, Napier, Rotorua, Tauranga |

## Giao cắt giữa đường băng và đường sắt
Hai tuyến đường băng và đường sắt này vẫn được các cơ quan chức năng tại thành phố Gisborne cho phép cùng hoạt động. Các chuyến bay ở đây bị hạn chế thời gian hoạt động. Sân bay được phép hoạt động từ 6 giờ 30 sáng cho tới 8 giờ 30 tối mỗi ngày, sau đó đóng cửa ngưng đến sáng ngày hôm sau.
Dạng sân bay bị đường sắt cắt ngang như ở Sân bay Gisborne, trên thế giới còn có sân bay Wynyard. Sân bay Wynyard nằm tại vùng bờ biển phía Tây Bắc của Tasmania. Sân bay này đã phải ngừng hoạt động từ năm 2005 vì nhu cầu giao thông ở đây không còn nữa và kém thuận lợi hơn ở Gisborne